# Tríopas
Segons la mitologia grega, Tríopas o Tríops (en grec antic Τριόπας), és el nom d'un heroi de genealogia incerta, que tan aviat surt a les llegendes tessàlies com a les argives.Se'l considera de vegades fill d'Èol i de Cànace. D'altres, fill de la mateixa Cànace i de Posidó. Altres, encara, fill de Làpites, l'epònim dels làpites, i d'Orsínome. En les tradicions d'Argos, és considerat fill de Forbant i d'Eubea.
Va ser pare d'Erisícton i d'Ifimèdia, i potser de Iasos i de Messene. Se'l considera fundador de la ciutat de Cnidos.
Un altre Tríopas era fill d'Hèlios i de Rode, i era un dels Helíades.